# Sitio de Malta (1565)
El sitio de Malta, también conocido como el Gran Sitio de Malta, fue el asedio que, en 1565, sufrió la isla de Malta, sede de la Orden de Malta —llamada también Orden Hospitalaria de San Juan—, por parte del Imperio otomano, que la intentó conquistar y que culminó con la derrota de los invasores otomanos.
Situada estratégicamente al sur de Sicilia y casi equidistante de las costas libias y tunecinas, Malta controlaba las rutas comerciales entre el mar Mediterráneo Occidental y el Oriental, así como las que unían la península itálica y el Norte de África. Dotada de excelentes puertos naturales, su caída en manos turcas hubiera tenido consecuencias nefastas para la Europa cristiana, habida cuenta de la escasa resistencia que algunas potencias europeas —enzarzadas entre ellas en conflictos de escala continental— presentaban por entonces al avance del islam conquistador tanto de los turcos como de sus tributarios berberiscos.
Está considerado como uno de los asedios más importantes de la historia militar y, desde el punto de vista de los defensores, el más exitoso. Sin embargo, no debe ser visto como un hecho aislado, sino como el momento álgido de una escalada de las hostilidades entre los imperios español y otomano por el control del Mediterráneo, que incluyó un ataque previo sobre Malta en 1551 por parte del corsario turco Dragut Rais y que en 1560 había supuesto una importante derrota de la Armada Española ante los turcosen la batalla de Djerba.

## Los Caballeros en Malta
La Orden de los Caballeros Hospitalarios de San Juan de Jerusalén cambió de nombre en 1530 a Orden de Malta —apodada «La Religión»—, desde que el 26 de octubre de ese año Philippe Villiers de l’Isle-Adam, Gran Maestre de la Orden, llegó junto con sus caballeros al Gran Puerto de Malta a tomar posesión de la isla, cedida por el Emperador del Sacro Imperio Romano Germánico, Carlos V.
Siete años atrás, a finales de 1522, los Caballeros habían sido expulsados de la isla de Rodas por el sultán del Imperio otomano, Solimán el Magnífico, tras un sitio de seis meses.
Entre 1523 y 1530 los Caballeros no tuvieron asentamiento alguno, hasta que el rey de España Carlos I les ofreció las islas de Malta y Gozo a cambio de un pago simbólico anual, consistente en un halcón, que se enviaría al Virrey de Sicilia y una misa a celebrar el Día de Todos Los Santos. También se les entregó Trípoli, plaza situada en un territorio hostil, pero que el rey pretendía utilizar para mantener a raya a los corsarios de Berbería, tributarios de los otomanos.
Tras consultar con el papa, Villiers de l’Isle-Adam aceptó la oferta con ciertos recelos, pues comparada con Rodas, Malta era una isla pequeña y desolada.
Durante algún tiempo los altos cargos de la Orden hicieron planes para reconquistar Rodas, pero pronto la Orden se acomodó a Malta como base de operaciones desde la que siguieron atacando provechosamente las naves turcas. La isla, en el centro del Mediterráneo, ocupaba una posición clave en el cruce de caminos entre Oriente y Occidente, de gran importancia estratégica, sobre todo cuando, desde 1540, los corsarios berberiscos empezaron a operar en aguas del Mediterráneo occidental, atacando con frecuencia las costas de la cristiandad y, entre otras, las de las islas Baleares, tierra que dio Grandes Maestres y de donde procedían muchos caballeros. Un ataque muy recordado es el de Turgut Reis —también conocido como Dragut— a Pollensa (Islas Baleares) en 1550, en el que los turcos salieron derrotados. Cada 2 de agosto se conmemora el evento, al grito del aviso que dio el héroe local Joan Mas:

Mare de Déu dels Àngels, assistiu-mos!
Pollencins, alçau-vos!
Perquè els Pirates ja són aquí!

Efectivamente, el corsario Dragut estaba empezando a ser una amenaza considerable para las naciones cristianas del Mediterráneo occidental, y la permanencia de la Orden de Malta en la isla era un obstáculo para sus propósitos. En 1551, Dragut y el almirante turco Sinán decidieron hacerse con Malta e invadieron la isla con unos 10 000 hombres. A los pocos días, Dragut detuvo el ataque y se trasladó a la vecina isla de Gozo, donde bombardeó la ciudadela durante varios días, hasta que finalmente el gobernador de los Caballeros en Gozo, Galatian de Sesse, considerando que la resistencia era inútil, rindió la ciudadela. El corsario turco tomó como rehenes a la práctica totalidad de la población (unos 5000 habitantes) para después dirigirse a Trípoli junto con Sinán Bajá, de donde expulsó fácilmente a la guarnición de Caballeros. En un primer momento, nombró gobernador a un prohombre local, Aga Morat, aunque poco después él mismo se erigió en Bey de la ciudad.

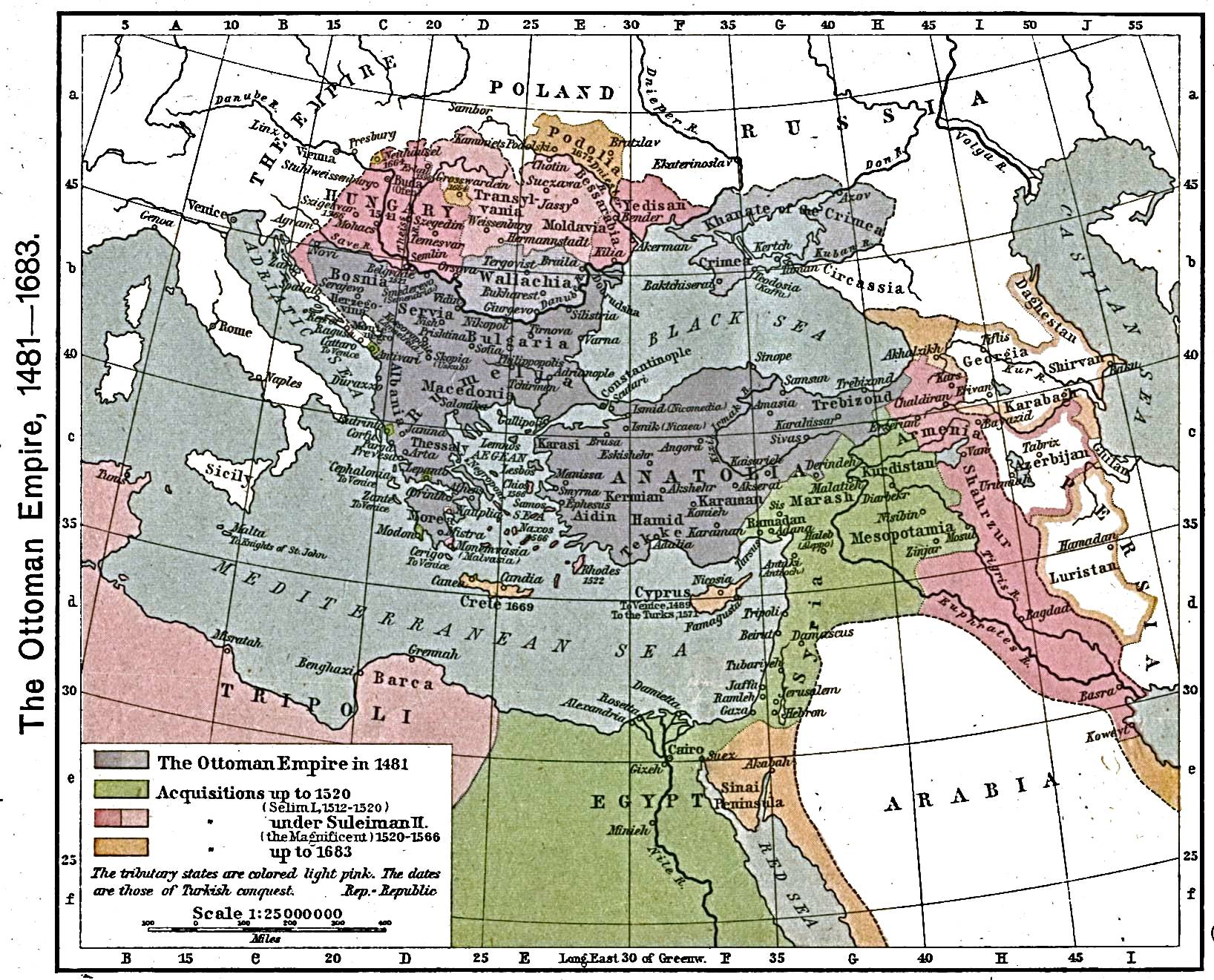
Expansión del Imperio otomano de 1481 a 1683 en el Mediterráneo. Bajo el reinado de Solimán, sus dominios se extendían hasta Trípoli y las puertas de Viena. El ritmo de las conquistas justificaba la inquietud cristiana. En solo un siglo desde la conquista de Constantinopla en 1453, ya dominaban la península balcánica (1481) y las costas del norte de África hasta Orán. Los sitios de Malta y Viena marcaron el fin de ciclo expansionista.

Ante estos ataques, el Gran Maestre de la Orden, Juan de Homedes, supuso que habría otra invasión otomana en menos de un año, por lo que dispuso que se reforzase el Fuerte de San Ángel en Birgu (hoy día Vittoriosa), y que además se construyesen dos fuertes nuevos, el de San Miguel en el promontorio de Senglea, protegiendo el Burgo, y el de Fuerte de San Telmo, en la falda de la península del Monte Sceberras (hoy día, centro urbano de La Valeta). Los dos fuertes nuevos se construyeron en apenas seis meses en el año de 1552, y los tres juntos fueron de una importancia crucial para el resultado del Gran Sitio. Especialmente San Telmo, encargado a un arquitecto italiano que lo diseñó de forma hoy conocida como traza italiana —en Italia denominada alla moderna— que era una adaptación a la importancia creciente de la artillería.
Los años siguientes fueron especialmente tranquilos para la isla, aunque las actividades de los corsarios turcos —turcos era una palabra que designaba también a todas las tribus bereberes, que mantenían algún tipo de vasallaje con el Sultán— y las de los cristianos no cesaron ni mucho menos.
En 1557 Jean Parisot de la Valette, caballero de la lengua de Provenza, fue elegido 49.º Gran Maestre de la Orden y alentó los ataques a embarcaciones no cristianas. Sus propias naves llegaron a apresar alrededor de 3000 esclavos musulmanes o judíos solo en el periodo en que ostentó el cargo de Gran Maestre.
No obstante ser un periodo relativamente tranquilo, en 1559 Dragut era ya un problema de primer orden para las potencias cristianas, llegando a atacar las costas orientales de España, en connivencia con los moriscos. Esto provocó que el rey Felipe II de España organizara una expedición naval con el fin de desalojar al corsario de su base tripolitana. La Orden se unió a la expedición, consistente en unas 54 naves y 14 000 hombres. La campaña finalizó en desastre, al verse sorprendida la flota cristiana cerca de la isla de Djerba por las fuerzas del almirante Pialí Bajá, en mayo de 1560. Los otomanos capturaron o hundieron la mitad de la flota y el lance marcó el ápice de la dominación otomana en aguas del Mediterráneo.

## Hacia el asedio
Después del episodio de la batalla de Djerba, la posibilidad de que los otomanos organizasen un ataque inminente contra Malta aumentó en gran medida.
Consciente de ello, en agosto de 1560 Jean de la Valette envió una orden a todos los priorazgos de la Orden de Malta instando a los caballeros a estar preparados para presentarse en Malta tan pronto como se publicase una citazione (citación). Así, los turcos cometieron un grave error estratégico dejando pasar la oportunidad de atacar la isla en ese mismo momento, con la flota mediterránea española maltrecha y no cinco años después, en los que España tuvo tiempo de rehacer su armada. A pesar de lo cual, «la Religión» continuó con gran éxito practicando el corso con las embarcaciones comerciales turcas.
A mediados de 1564, Romegas, uno de los marinos más notables de la Orden, capturó cierto número de naves de importancia, entre las que se incluía una perteneciente al Eunuco Mayor del Serrallo, haciendo prisioneros a varios personajes de importancia, como el gobernador de El Cairo, el de Alejandría y la antigua tutora de la hermana del sultán Solimán. Los éxitos de los corsarios de Romegas dieron a los turcos un casus belli plausible y a finales de 1564, la Sublime Puerta decidió tomar medidas para repetir el éxito de 1522, pero esta vez, bastante más lejos de Anatolia, y mucho más cerca de los puertos españoles y de los de las Repúblicas marítimas italianas.
A principios de 1565, el Gran Maestre recibió informes de sus espías en Constantinopla sobre una invasión que se estaba preparando. Jean de la Valette cometió una grave falta de previsión, al empezar con retraso las medidas defensivas más elementales: reclutar soldados en Italia, acumular víveres y acelerar los trabajos de reparación y reestructuración en los fuertes de San Ángel, San Miguel y San Telmo, evacuar a los civiles y llevar a cabo una estrategia de tierra quemada en Malta y Gozo, complicando el avituallamiento enemigo. De la Valette dudó antes de tomar tan duras medidas por la cuantía del gasto y la creencia de que el enemigo no llegaría antes de junio, cuando realmente se presentó el 18 de mayo de 1565.

## Los ejércitos
El Imperio Otomano, en la cumbre de su poderío bajo el reinado de Solimán El Magnífico, había reunido para la toma de Malta una de las más grandes armadas vistas hasta entonces.
Según el registro de Giacomo Bosio, historiador oficial de la Orden de Malta, una de las crónicas más tempranas y detalladas del sitio, la flota se componía de 193 naves, entre las que había 131 galeras, 7 galeotas (galeras pequeñas) y 6 galeazas (grandes galeras, menos ágiles pero con más potencia de fuego), 8 mahonas (grandes galeras de transporte), 11 veleros con provisiones y 3 más para los caballos.
Unas cartas del Virrey de Sicilia, de las fechas en que tuvo lugar el asedio, proporcionaron números similares. Las naves transportaban un gran tren de asedio consistente en 64 piezas, entre ellas 4 enormes cañones ("basiliscos") que disparaban balas de 130 libras y un gran pedrero que arrojaba proyectiles de 7 pies de circunferencia.
El diario del sitio del mercenario ítalo-español Francisco Balbi di Correggio es otra fuente contemporánea y fiable sobre las fuerzas en pugna:
| Caballeros hospitalarios                            | Fuerzas otomanas                          |
| --------------------------------------------------- | ----------------------------------------- |
| 500 caballeros hospitalarios                        | 6000 cipayos (caballería)                 |
| 400 soldados españoles                              | 500 cipayos de Caramania                  |
| 800 soldados italianos                              | 6000 jenízaros                            |
| 500 soldados de galeras (España )                   | 400 aventureros de Mitilene               |
| 200 soldados griegos y sicilianos                   | 2500 cipayos de Rouania (Argelia)         |
| 100 soldados de la comandancia de San Telmo         | 3500 aventureros de Rouania               |
| 100 sirvientes de los caballeros hospitalarios      | 4000 «fanáticos religiosos»               |
| 500 esclavos de galeras                             | 6000 voluntarios varios                   |
| 3000 soldados reclutados entre la población maltesa | Corsarios varios de Trípoli y Argel       |
| Total: 6100                                         | Total: 28 500 de Oriente, 48 000 en total |

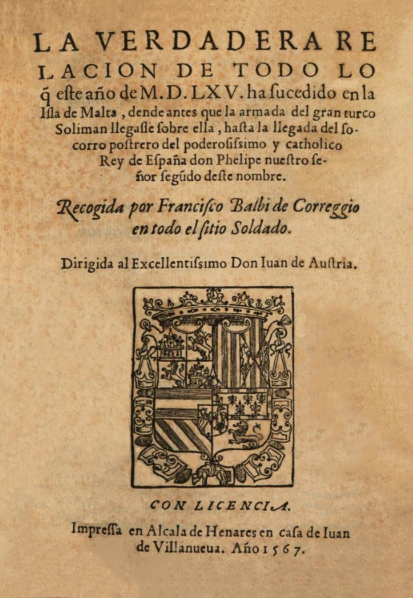
Portada de la primera edición de la crónica de Francisco Balbi, impresa en Alcalá de Henares en 1567.

Las cifras que da Balbi, no obstante su detalle, no son del todo fiables.
El caballero Hipólito Sans, en un registro menos conocido, también citó 48 000 invasores, si bien no está muy claro si su relato es verdaderamente independiente de los escritos de Balbi.
Otros autores contemporáneos dieron cifras más reducidas, el mismo de la Valette en una carta a Felipe II el cuarto día del sitio cuenta que «el número de soldados que desembarcaran está entre 15 y 16 000, incluyendo 7000 arcabuceros entre los 3000 jenízaros y los 4000 cipayos». Por otro lado, un mes después del sitio, el propio La Valette escribía al Prior de la Lengua de Alemania relatando lo siguiente: «esta flota consistía en 250 naves, trirremes, birremes y otros barcos; estimamos que las fuerzas del enemigo estén en unos 40 000 hombres de armas». El hecho de que La Valette diese un número de 250 naves y 40 000 hombres, notablemente por encima de los demás registros, muestra que el mismo Gran Maestre no era ajeno a la exageración de la gesta, a la que eran proclives las fuerzas cristianas.
De hecho, el capitán Vincenzo Anastagi, enlace con Sicilia, afirmó que las fuerzas enemigas sólo llegaban a los 22 000, una cifra similar a la de muchos otros escritos de esas fechas. Por su parte, Bosio habla de un total de unos 30 000 hombres, número similar a los 28 500 detalladas por Balbi. Otra fuente contemporánea citó también una cifra aproximada.
Considerando la capacidad de las galeras del siglo XVI, que solían tener una capacidad de llevar entre 70 y 150 hombres, parece claro que las cifras de Balbi son un tanto exageradas, mientras que Anastagi, que intentaba convencer al Virrey de Sicilia de una posible victoria en caso de que éste ayudase mandando tropas, seguramente estimó a la baja. Teniendo en cuenta que varios historiadores ofrecen listas específicas —aunque no idénticas— totalizando algo menos de 30 000 hombres (más unos 6000 corsarios, venidos de Berbería), se puede concluir que la cifra real no debió de alejarse mucho.
Por parte de los defensores, los números de Balbi probablemente estimen a la baja, ya que da una cifra de sólo 550 caballeros en la isla, mientras que Bosio habló de un total de 8500 defensores.

## La llegada de los otomanos
La imponente escuadra turca, que partió de Constantinopla en marzo de 1565, avistó Malta al amanecer del viernes 18 de mayo, pero no desembarcó inmediatamente, sino que costeó la isla hacia el sur y, finalmente, ancló en el puerto de Marsaxlokk (Marsa Sirocco), a unos 10 kilómetros del Gran Puerto. De acuerdo con la mayoría de los relatos, en particular con el de Balbi, apenas desembarcaron los turcos hubo discrepancias entre el jefe de las fuerzas de tierra, el Quinto Visir Kara Mustafa Bajá, y el almirante, Pialí Bajá. Pialí quería antes que nada tomar el Fuerte de San Telmo, para dominar así el Gran Puerto y disponer de un fondeadero a salvo del siroco.
Por su parte, Mustafá pretendía atacar la desprotegida capital vieja, Mdina, que estaba en el centro de la isla, y lanzarse directamente sobre los fuertes de San Ángel y de San Miguel por tierra, ya que tras la caída de estos poco resistirían las fortalezas menores. Se impuso el criterio de Pialí, convencidos los turcos de que San Telmo apenas si resistiría un par de días. Así, el 24 de mayo comenzaron a atrincherarse en torno al pequeño fuerte, instalando 21 cañones de batida y empezando de inmediato el bombardeo.
Solimán se equivocó al repartir el mando entre Pialí y Mustafá y al ordenar a ambos obedecer a Dragut cuando este llegara desde Trípoli. Sin embargo, ciertas cartas de espías en Constantinopla sugieren que el plan siempre había sido tomar el Fuerte de San Telmo primero. En cualquier caso, los turcos cometieron un error crucial al centrar sus esfuerzos contra él.

## El asedio

### Combates por el fuerte de San Telmo

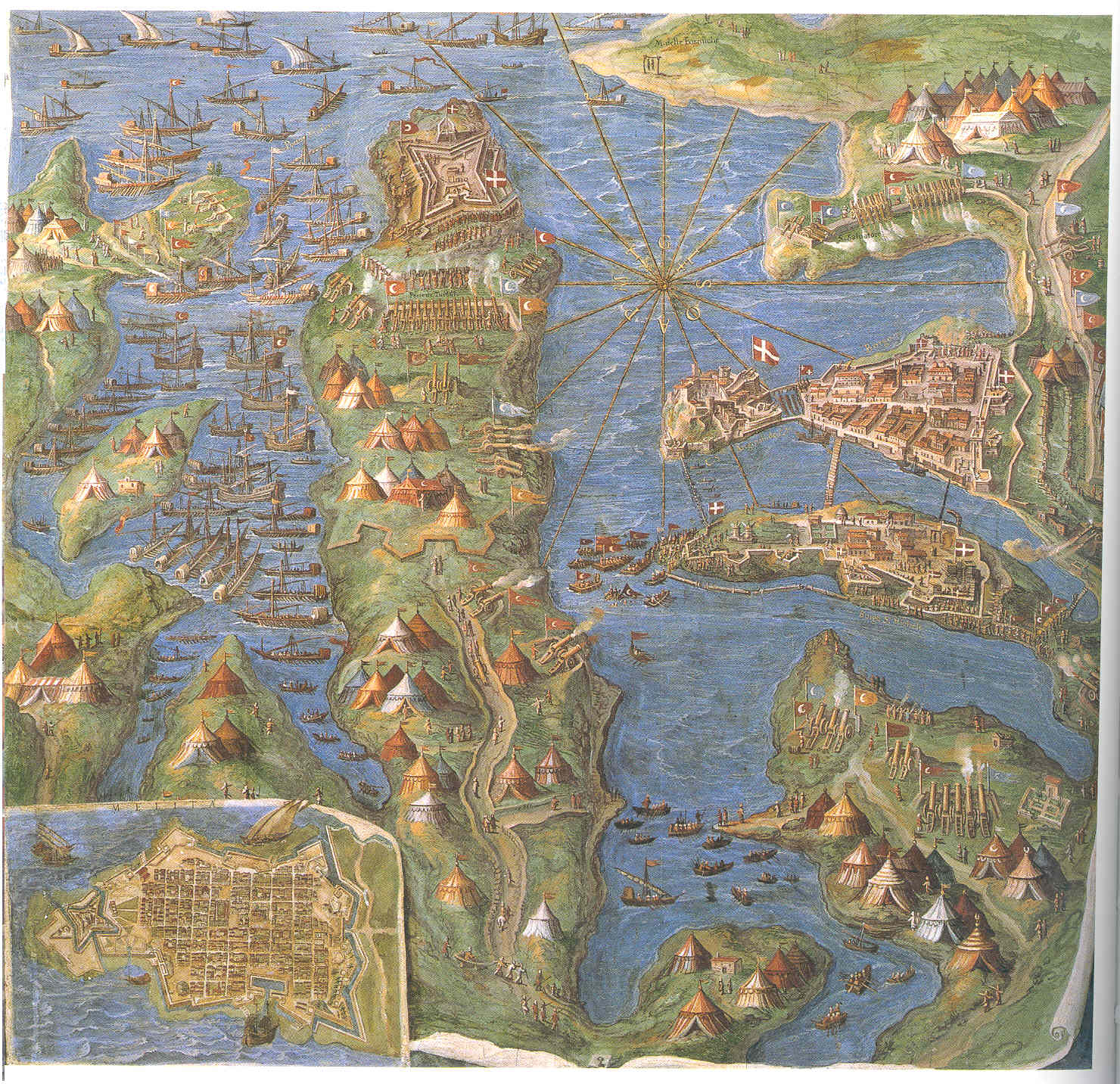
El Sitio de Malta, pintura de Egnazio Danti del (Museos Vaticanos). Al final de la península que forma el Monte Sceberras, ocupada por la artillería turca, se encuentra el fuerte de San Telmo, donde todavía resisten los Caballeros de Malta (atención a las banderas). Al otro lado del Gran Puerto se puede ver Birgu y San Ángel (con una gran bandera de la Orden), asediado desde todos los puntos excepto por Senglea y San Miguel, al que le une un pontón y que también es atacado duramente desde Sceberras, además de por mar, donde una empalizada marítima lo protege de la flota turca que, cargada de jenízaros, el 15 de julio, se hundió por los cañonazos recibidos desde San Ángel. Abajo a la izquierda, se muestra el plano de La Valeta —aquí denominada Melita, Malta en latín— coronada por San Telmo.

El Fuerte de San Telmo estaba defendido por aproximadamente 100 caballeros y 500 soldados, a los que de la Valette había ordenado luchar hasta el final, intentando aguantar hasta que llegasen los refuerzos prometidos por García Álvarez de Toledo Osorio, IV Marqués de Villafranca del Bierzo y Virrey de Sicilia. Por intercesión de Álvaro de Bazán, Felipe II había puesto a disposición de Toledo una gran flota hispanoitaliana de socorro.
El continuo bombardeo redujo el fuerte a escombros en menos de una semana, pero de la Valette evacuaba a los heridos y reaprovisionaba el fuerte de noche por el puerto. Aun así, el 8 de junio los caballeros se encontraban al borde del motín y enviaron un mensaje al Gran Maestre pidiendo permiso para hacer una salida y poder morir con la espada en la mano. La respuesta de la Valette fue pagar a los soldados y enviar una comisión a través del puerto para conocer el estado de las defensas. Cuando los comisionados dieron opiniones contrapuestas, el Gran Maestre dijo que podría relevarlos si los caballeros tenían miedo de morir del modo que les había ordenado.
Aunque avergonzada, la guarnición se mantuvo firme, rechazando numerosos asaltos del enemigo, prolongando hasta un mes la toma del fuerte. Dragut consiguió interrumpir la comunicación por el puerto, pero murió sin poder saborear la victoria. Según Bosio, resultó mortalmente herido el 17 de junio por un disparo afortunado desde el fuerte de San Ángel, y según Balbi y Sans por una descarga de los propios cañones turcos. Finalmente, el 23 de junio, los turcos consiguieron tomar lo que quedaba del fuerte de San Telmo, matando a todos los defensores excepto a nueve caballeros que fueron capturados por los corsarios y un pequeño puñado que logró escapar.
Aunque los turcos triunfaron en la empresa y la flota de Pialí pudo anclar en Marsamxett, el asedio al fuerte de San Telmo había costado a los turcos nada menos que 6000 bajas, de las cuales 3.000 eran jenízaros, sus tropas de élite. El propio Pialí resultó herido en la cabeza. En ese sentido fue una verdadera victoria pírrica, pues los hombres y el tiempo perdidos —casi un mes justo, cuando el mando turco había calculado tres o cuatro días— fueron muy importantes, lo que no obstante, no detuvo a Mustafá. Arturo Pérez-Reverte lo reflejó de la siguiente manera en su novela, Corsarios de Levante:

Y junto al puente levadizo sobre el que ondeaba la bandera roja con la cruz de ocho puntas de la Religión, el botero, cuyo padre había peleado en el asedio, nos contó en su mezcla de italiano, español y lengua franca, cómo aquél había intervenido, junto con otros marineros del Burgo, en el transporte de caballeros voluntarios españoles, franceses, italianos y alemanes desde San Ángel hasta el asediado San Telmo, y cómo cada noche rompían en botes y a nado el bloqueo turco para cubrir las terribles bajas de la jornada, sabiendo que el camino era sólo de ida e iban a una muerte segura.

También nos contó que la última noche fue imposible pasar las líneas turcas, y los voluntarios tuvieron que volverse; y cómo al amanecer, desde los fuertes de Sanglea y San Miguel, los allí sitiados con el maestre La Valette vieron anegarse San Telmo bajo una marea de cinco mil turcos, lanzados al postrer asalto contra los doscientos caballeros y soldados, casi todos españoles e italianos, que maltrechos, llagados y heridos tras cinco semanas peleando día y noche, batidos por dieciocho mil disparos de cañón, resistían entre los escombros. Remató el botero su relato detallando cómo los últimos caballeros, heridos y sin fuerzas para sostenerse un punto más, se retiraron sin volver espaldas hacia el último reducto de la iglesia, matando y muriendo como leones acorralados; pero al ver que los turcos, furiosos por el precio de la victoria, no respetaban vida de ninguno de cuantos alcanzaban, salieron de nuevo a la plaza para morir como quienes eran; de manera que seis de ellos —un aragonés, un catalán, un castellano y tres italianos—, abriéndose paso a cuchilladas entre la turba de enemigos, aún pudieron arrojarse al mar queriendo ganar a nado el Burgo, mas fueron en el agua presos.

Y que la cólera de Mustafá bajá fue tanta —había perdido seis mil hombres sólo en San Telmo, incluido el famoso corsario Dragut— que mandó crucificar en maderos los cadáveres de los caballeros, y haciéndoles una cruz en el pecho con dos tajos de cimitarra, dejó que la corriente los llevara al otro lado del puerto, donde seguían resistiendo Sanglea y San Miguel, y luego compró todos los cautivos y los hizo degollar sobre las murallas. Bárbaro acto al que el gran maestre correspondió matando a los prisioneros turcos, y lanzando sus cabezas con los cañones al campo enemigo.

### Primer gran asalto
Para entonces las noticias del Sitio de Malta se propagaban y cundía el pánico. Había pocas dudas de que su resultado sería trascendental y de que podría decidir la pugna entre el Imperio otomano y la Europa cristiana.
Todas las fuentes contemporáneas indican que los turcos querían también conquistar la fortaleza española de La Goleta, en Túnez, y que Solimán tenía pensado invadir la Europa Occidental a través de Italia, además de seguir por Hungría, una vez conquistada la península balcánica.
Aunque el virrey de Sicilia no se había puesto todavía en marcha con el prometido socorro (las tropas aún estaban en plena leva), y a pesar del férreo bloqueo turco, seguían llegando refuerzos a la isla. A plena luz del día, un bote de remos se dirigió hacia el Gran Puerto, y aunque un cañonazo turco lo hizo astillas, un comendador de la Orden, un tal Salvago, y el capitán español Miranda ganaron la costa a nado y se reunieron con los sitiados. En otra ocasión una galera de Sicilia logró escapar de siete galeras enemigas cuando intentaba acercarse a tierra. Un refuerzo de 600 hombres capitaneado por Enrique de la Valette, sobrino del Gran Maestre, fracasó al tratar de desembarcar, pero pudo escapar.
Tras otros dos intentos fallidos, el 28 de junio se consiguió enviar verdaderos refuerzos: unos 600 hombres al mando de Juan de Cardona, en 4 galeras enviadas por el virrey de Sicilia. Ello elevó inmensamente la moral de los sitiados. Este piccolo socorro incluía una compañía española de élite, 150 caballeros acudidos de todas partes y numerosos voluntarios, incluidos los hermanos del duque del Infantado y del conde de Monteagudo, al mando del maestre de campo don Melchor de Robles. El éxito se debió a un único soldado, Juan Martínez de Olivencia, que desembarcó solo y dio aviso a la flotilla con una fogata de la presencia o ausencia de enemigos las tres ocasiones que se intentó el desembarco.

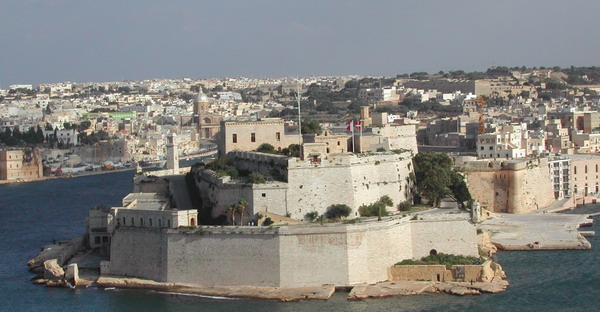
San Ángel, con la ciudad de Birgu, La Vittoriosa, detrás, visto desde La Valeta.

Con Pialí herido, Mustafá ordenó un ataque contra la península de Senglea el 15 de julio, incurriendo en el error contrario del asedio de San Telmo: dividir los esfuerzos en tres ataques contra el Burgo y sus dos fuertes anexos. Había trasladado 100 embarcaciones pequeñas por el monte Sciberras hasta el Gran Puerto, con la intención de lanzar un ataque anfibio contra el promontorio, mientras los corsarios atacaban el Fuerte de San Miguel al final de la lengua de tierra. Afortunadamente para los malteses, un desertor del bando turco alertó a la Valette sobre la inminente operación y el Gran Maestre tuvo tiempo de construir una empalizada en el promontorio Senglea, que ayudó decisivamente a rechazar el ataque. Sin embargo, el ataque podría haber triunfado si algunas de las naves turcas no se hubiesen puesto al alcance de una batería que había sido emplazada en la playa por el comandante de Guiral al pie del Fuerte de San Ángel. Unas pocas salvas hundieron las embarcaciones ahogando a muchos de los atacantes. El ataque por tierra falló al mismo tiempo cuando tropas de refuerzo cristianas consiguieron cruzar desde el Fuerte de San Miguel por un puente flotante, con el resultado de que Malta se salvó por el momento.

### Segundo gran asalto
Mientras, los turcos habían cercado Birgu y Senglea con su tren de asedio de 64 piezas y la ciudad era objeto del que, probablemente, fue el bombardeo continuo más duro que se había producido en la historia hasta ese momento (Balbi asegura que se dispararon 130 000 balas de cañón en el curso del asedio).
Habiendo destruido suficientemente uno de los bastiones claves de la ciudad, Mustafá ordenó otros dos asaltos masivos simultáneos el 7 de agosto, uno contra el Fuerte de San Miguel y otro contra la misma Birgu. En esta ocasión, los turcos lograron atravesar las murallas de la ciudad y, a pesar de que el Gran Maestre combatía en primera línea, su derrota parecía segura. Pero en el último momento, los invasores retrocedieron inesperadamente. La razón fue que el capitán de caballería Vincenzo Anastagi, en su salida diaria desde Mdina, en el interior de la isla, había atacado el desprotegido hospital de campo turco, masacrando a los enfermos y heridos y desorganizando la retaguardia turca. Los turcos, pensando que habían llegado los refuerzos cristianos desde Sicilia, interrumpieron el ataque. Unido a los esfuerzos para la toma de San Telmo, que a la postre resultaron excesivos, otro error estratégico del mando turco, visto a posteriori, pudo ser no encargarse de los caballeros dispersos por el resto de la isla.

### Último gran asalto
Tras el ataque del 7 de agosto de 1565, los turcos reanudaron su bombardeo de San Miguel y Birgu, empezando un último asalto masivo contra la ciudad entre el 19 y el 21 de agosto.
Lo que sucedió durante esos días de intensa lucha no está totalmente claro. Bradford (en el momento clave del asedio) habló de una mina turca que perforó la muralla de la ciudad y que el Gran Maestre salvó la situación corriendo hacia la brecha. Balbi, en la entrada de su diario del 20 de agosto, dijo sólo que de la Valette fue advertido de que los turcos se habían internado en las murallas; el Gran Maestre corrió hacia «el puesto amenazado, donde su presencia sorprendió a los trabajadores. Espada en mano, permaneció en el punto más peligroso hasta que los turcos se retiraron». Bosio no hizo ninguna mención a que los turcos detonasen una mina; sin embargo, escribió que el pánico cundió cuando los estandartes turcos asomaron tras las murallas, pero que al dirigirse hacia ese lugar, el Gran Maestre no encontró enemigos. Entre tanto, un cañonero en lo alto del Fuerte de San Ángel, asaltado por el mismo pánico, mató a numerosos habitantes por «fuego amigo».
La situación era tan desesperada como para que, en algún momento de agosto, el Consejo de Ancianos decidiera abandonar la ciudad y retirarse al Fuerte de San Ángel. Pero de la Valette no permitió hacerlo, pues intuía que los turcos estaban perdiendo su ímpetu, como después quedó demostrado.

### Últimas tentativas y retirada turca

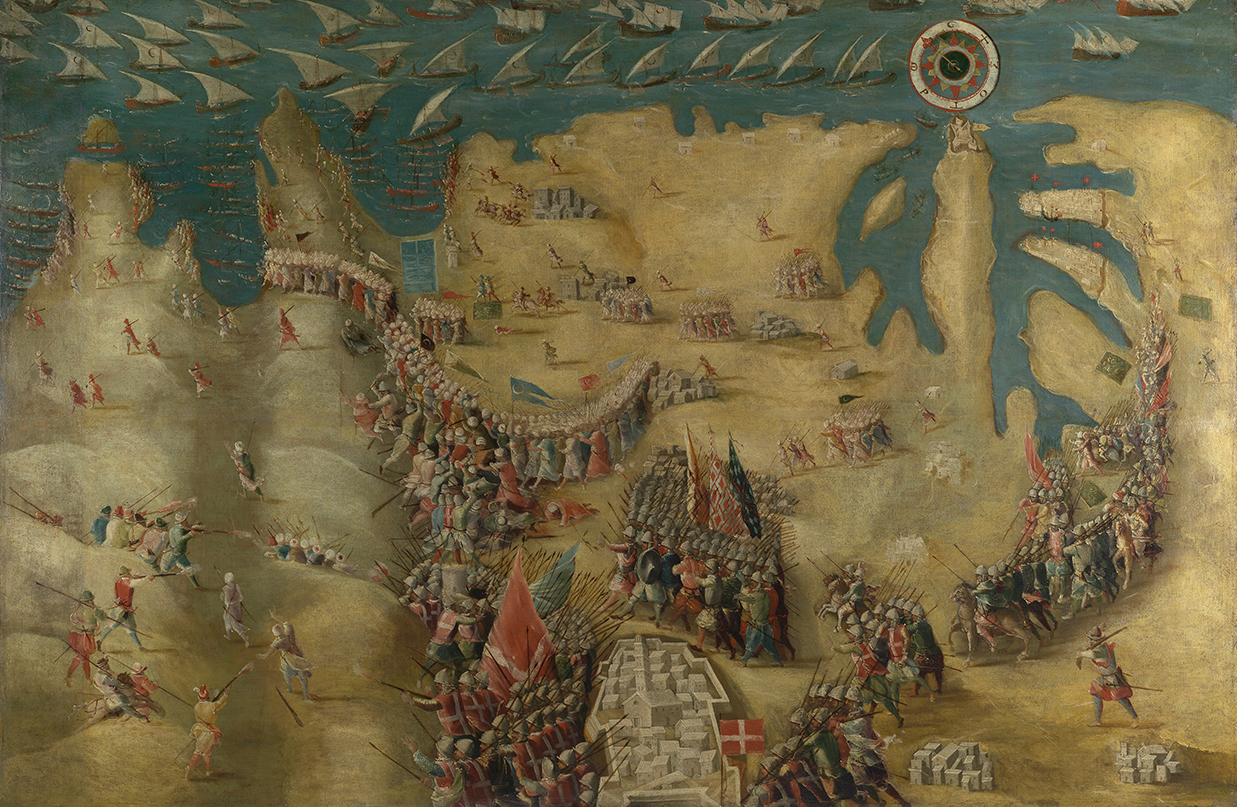
El Sitio de Malta. Huida de los turcos según Mateo Pérez de Alesio. Los frescos de Aleccio son una fuente primaria sobre muchos detalles del sitio, pero ante todo, sobre la vestimenta y las armas de ambos ejércitos.

Aunque continuaron el bombardeo y los asaltos menores a la Isla de Malta, los invasores otomanos se consumían de desesperación. El socorro de 9000 hombres enviado desde Sicilia fue dispersado por una galerna el 28 de agosto de 1565 y tuvo que volver a puerto para reparar.
El 30 de agosto, aprovechando las lluvias que dejaron fuera de juego los arcabuces y la artillería cristianas, los turcos intentaron sendos asaltos al Fuerte de San Miguel. Primero los turcos lo intentaron con ayuda de una manta, una pequeña máquina de asedio cubierta con escudos, después con el uso de una auténtica torre de asedio. En ambos casos, los ingenieros malteses construyeron un túnel a través de las ruinas y destruyeron las construcciones con precisas salvas de balas encadenadas, y los asaltantes fueron repelidos con piedras, ballestas y al arma blanca.
A principios de septiembre, el tiempo estaba cambiando y Mustafá ordenó una marcha sobre Mdina, para intentar pasar el invierno allí. Sin embargo, la ciudad estaba llena de malteses, y para entonces sus tropas no estaban dispuestas para otro asalto y no pudo hacerse otro ataque. Para el 8 de septiembre, la festividad del nacimiento de la Virgen María, los turcos habían embarcado su artillería y se preparaban para dejar la isla, habiendo perdido quizás un tercio de sus hombres debido a los combates y las enfermedades.
El día anterior, de todas formas, el marqués de Villafranca del Bierzo, García Álvarez de Toledo, había desembarcado con casi 10.000 hombres en la bahía de San Pablo en el extremo norte de la isla antes de dar la vuelta a la isla, para desafiar con sus salvas a la flota turca fondeada antes de volver a Sicilia. En tierra, los temidos tercios españoles formaron rápidamente y emprendieron una marcha de tres días. Los turcos, que preparaban el asalto final, comprendieron su derrota y emprendieron la retirada.
Pero en el último momento, aún pudo frustrarse todo: el 11 de septiembre, un soldado morisco se pasó a los turcos y les informó de que los refuerzos eran de solamente 5.000 hombres. Creyendo aquello, Mustafá suspendió el embarque y se preparó para el combate. Viendo a los turcos acercarse, Álvaro de Sande, en punta de la vanguardia española, cargó sobre los otomanos que iban a tomar posesión de una colina, con una única compañía de arcabuceros, sin esperar a ponerse la coraza o a recibir órdenes. Los desmoralizados turcos, asombrados por el ímpetu del ataque y creyendo que se les venían encima todas las huestes de la Monarquía Católica, dieron media vuelta y huyeron, siendo acuchillados hasta que se embarcaron. El 12 de septiembre desapareció en el horizonte la última vela turca.

## Las consecuencias

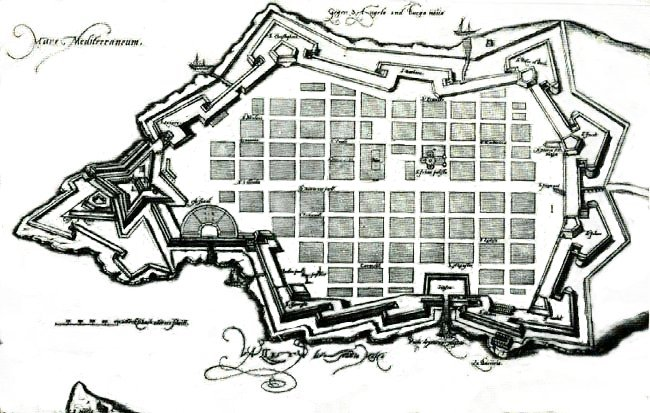
Reproducción del mapa de La Valeta de D. Specle (1589). Destaca San Elmo, con forma de estrella y la ordenación en cuadrícula de las calles. Se planificó desde cero para ser el centro de operaciones de la Orden, con una iglesia para cada una de las siete Lenguas y fortificada de tal manera que resultase prácticamente inexpugnable, protegiendo el acceso al Gran Puerto (arriba) y la bahía de Marsamxett.

El Sitio de Malta tuvo varias consecuencias significativas.
Aunque las bajas turcas fueron sin duda alguna demoledoras, su número concreto es tan controvertido como el de invasores. Balbi dio la cifra de 35 000 turcos muertos, lo que parece poco realista, Bosio 30 000, y otras fuentes alrededor de 25 000. En cualquier caso, muchos de los fallecidos eran jenízaros y cipayos, tropas selectas de difícil sustitución.
Por su parte, Malta habría perdido un tercio de sus caballeros y un tercio de sus habitantes. Birgu y Senglea habrían quedado totalmente arrasadas, y hubieran sido incapaces de resistir un nuevo ataque turco. De la Valette, agotado, sugirió incluso la derrotista idea de abandonar Malta y arrasarla por completo, y que los caballeros se instalaran en un puerto siciliano, a ser posible Siracusa. El envejecido de la Valette era un hombre agotado y hundido por los rigores del asedio, y tras una breve enfermedad, murió al cabo de tres años, el 21 de agosto de 1568.
La gratitud de Europa para con la heroica defensa de la Orden de Malta se manifestó en que pronto el dinero comenzó a acudir a la isla.
Las «ciudades heroicas» —Birgu, Senglea y Kalkara— pasaron a denominarse Invicta, Vittoriosa y Cospicua ('Conspicua', en español: ilustre, visible, sobresaliente).
Posteriormente, una ciudad fortificada de nueva construcción se edificó sobre la península del monte Sceberras, para que los turcos nunca pudieran ocupar la posición de nuevo. Fue bautizada como Ciudad de La Valette, en honor de su Gran Maestre. En 1566, el rey Felipe II de España envió como regalo a La Valette sendas espada y daga de acero toledano con fornituras de oro y pedrería grabadas con la leyenda latina

PLVS QVAM VALOR VALETTA VALET

que en español significa

MÁS QUE EL MISMO VALOR VALE VELETTA

y llamadas, por tanto, del Valor. El regalo lo llevó a Malta fray Rodrigo Maldonado, que llegó a la isla con gran cantidad de municiones, alimentos y pertrechos ante un previsible nuevo asedio turco, y con el encargo de que entregara la espada arrodillado y en público, ante sus caballeros y los hombres de la isla que habían compartido los horrores del asedio.
Desde entonces, cada 8 de septiembre, la Espada y Daga del Valor, desfilaban por las calles de La Valeta siguiendo al portaestandarte de la Cruz de Malta.
Por su parte, el rey Felipe II de España concedió al IV marqués de Villafranca del Bierzo, García Álvarez de Toledo Osorio, por su actuación tanto en la conquista del Peñón de Vélez de la Gomera en 1564 como en el Sitio de Malta, dos nuevos títulos nobiliarios: el Ducado de Fernandina y el Principado de Montalbán el 24 de diciembre de 1569.
El sitio de Malta supuso un freno al auge otomano en el Mediterráneo y permitió a la Europa cristiana, especialmente a los Habsburgo, frenar el avance del sultán Solimán hacia el oeste. Este, en lugar de atacar de nuevo la prácticamente indefensa Malta, se lanzó al ataque contra la Hungría de los Habsburgo, con los que tenía tregua desde el fracasado Sitio de Viena en 1529. El Gran Sultán murió de apoplejía en el transcurso de la costosa campaña, que fue abandonada. Dos tercios del ejército turco murieron de peste (el «mal de Hungría») en el camino de vuelta, pero en el mar sus galeras seguían intactas, y las potencias cristianas dudaban a la hora de enfrentarse a sus armadas.
El nuevo sultán, Selim II, volcó su atención en la lucha naval. La guerra entre la Cruz y la Media Luna siguió en el Mediterráneo sin un resultado claro. En 1570, un año antes de la histórica victoria de Lepanto, los turcos conquistaron Chipre a Venecia. Un Gran Visir turco, dijo al respecto:

Con la conquista de Chipre, les hemos mutilado un brazo; ellos, derrotando nuestra flota sólo nos han afeitado la barba. Un brazo cortado no volverá a crecer, pero una buena barba crecerá mucho mejor después de pasada la cuchilla.

No obstante, no era lo mismo construir galeras que tripularlas adecuadamente. Durante casi dos años la flota otomana evitó el combate, pero después de la toma de Túnez y La Goleta por Don Juan de Austria, en 1573, Selim II envió una fuerza de entre 250 y 300 naves de guerra y un contingente de unos 100 000 hombres para reconquistar ambas plazas, labor en la que perecieron cerca de 30 000 hombres a manos de la guarnición de La Goleta, en la que según Miguel de Cervantes había unos 7000 soldados españoles e italianos. Si bien la muy costosa toma de Túnez fue un hecho de armas notable, el poderío otomano en el Mediterráneo comenzaba su lento declive. Prueba de ello es que habría que esperar hasta 1612 para encontrar otro ataque turco de envergadura; fue un nuevo intento de sitiar Malta (una sombra del ataque acaecido en 1565), que quedó abortado en cuanto aparecieron en el horizonte las galeras de Nápoles.
Después de la pérdida de Túnez, España dedicó la mayor parte de sus recursos a la guerra de Flandes, en tanto que los turcos hacían lo propio con Irán y los Habsburgo austríacos. El Mediterráneo dejó de ser la principal preocupación de los monarcas español y turco y a consecuencia de ello, la guerra constante fue perdiendo magnitud, y el equilibrio de poder en el mar no se vio alterado sustancialmente.

## El Sitio en la historiografía
En las décadas inmediatamente posteriores al sitio de Malta, las principales fuentes cristianas sobre el mismo fueron las crónicas escritas por hombres que habían participado en los combates, como la ya citada de Balbi o como el poema épico de Hipólito Sans (1582). En el siglo XVIII, historiadores españoles como A. Andrés y Soviñas o J.M. Calderón de la Barca trataron el Sitio desde un punto de vista más estratégico y político.
La historiografía actual sobre el sitio de Malta es principalmente de lengua inglesa y se basa en gran parte en obras francesas del siglo XVIII. Por ejemplo, el importante libro del británico Ernle Bradford sigue a menudo al pie de la letra la Histoire des chevaliers hospitaliers de Saint-Jean de Jérusalem publicada en 1726 por René-Aubert Vertot. Por este motivo, los sesgos de Vertot y de otros autores franceses se han perpetuado hasta la actualidad, en particular su deseo de silenciar la participación en la defensa de Malta de tropas españolas al lado de los caballeros de San Juan.

## El Sitio en la ficción histórica reciente
Los autores modernos han intentado describir la desesperación y ferocidad del Sitio de Malta con distintos resultados.
- Angels in Iron de Nicholas C. Prata permanece fiel a la narrativa histórica y cuenta la historia desde un punto de vista distinto al católico. Ironfire (la edición británica llamada The Sword and the Scimitar) de David Ball coge una vista menos comprensiva de los Caballeros Católicos de San Juan y mantiene una aproximación mucho más romántica.
- También hay una referencia al Sitio de Malta en el videojuego Age of Empires 3, donde Morgan Black, supuestamente uno de los Caballeros de San Juan, combate a los otomanos y posteriormente viaja al Nuevo Mundo para combatirlos allí entre otros enemigos. Sus nietos y bisnietos continúan la trama posteriormente.
- La novela La orden (The Religion) de Tim Willocks cuenta la historia del Sitio a través de los ojos de un mercenario ficticio llamado Mattias Tannhauser, que está en Malta luchando (en ese momento) junto a los caballeros (referidos principalmente como La Religión), mientras intenta localizar al hijo bastardo de una noble maltesa. En este intento su oponente es un alto miembro de la Inquisición. La historia, con grandes dosis de realismo, presenta un vívido retrato de ambos bandos del conflicto sin romanticismo ni asepsia del contenido para el consumo moderno.
- La novela Corsarios de Levante de Arturo Pérez-Reverte (véase el extracto de la misma arriba) en la que además de referirse concretamente al Gran Sitio, se narran los pormenores del corso cristiano durante el Siglo de Oro español, en el que la Orden tuvo siempre un papel destacado, aunque la acción transcurre 60 años después de haber tenido lugar el sitio de Malta.